# 2003-as konföderációs kupa
A 2003-as konföderációs kupát Franciaországban rendezték 2003. június 18. és június 29. között. A győztes a házigazda francia válogatott lett, akik 2001 után megvédték címüket.
A tornát egy tragédia árnyékolta be. A Kamerun–Kolumbia elődöntő 73. percében a kameruni Marc-Vivien Foé a pályán összeesett. Foét 45 percig próbálták újraéleszteni, de nem tudták megmenteni.

## Részt vevő csapatok
- Franciaország – házigazda, 2000-es Európa-bajnokság győztese.
- Brazília – 2002-es labdarúgó-világbajnokság győztese
- Kamerun - 2002-es afrikai nemzetek kupája győztese
- Kolumbia - 2001-es Copa América győztese
- Japán - 2000-es Ázsia-kupa győztese
- Új-Zéland - 2002-es OFC-nemzetek kupája győztese
- Törökország[2] - 2002-es labdarúgó-világbajnokság 3. helyezettje
- Egyesült Államok - 2002-es CONCACAF-aranykupa győztese

## Helyszínek
| Város         | Stadion                 | Befogadóképesség |
| ------------- | ----------------------- | ---------------- |
| Lyon          | Stade de Gerland        | 41 044           |
| Párizs        | Stade de France         | 80 000           |
| Saint-Étienne | Stade Geoffroy-Guichard | 35 616           |

## Játékvezetők
| Afrika - Coffi Codjia Ázsia - Maszud Morádi Európa - Lucílio Batista - Valentyin Ivanov - Markus Merk | Észak- és Közép-Amerika - Carlos Batres Óceánia - Mark Shield Dél-Amerika - Carlos Amarilla - Jorge Larrionda |  |  |

## Csoportmérkőzések
Minden időpont helyi idő szerinti (UTC/GMT+2)

### A csoport
| Csapat           | M | Gy | D | V | Lg | Kg | Gk  | P |
| ---------------- | - | -- | - | - | -- | -- | --- | - |
| 1. Franciaország | 3 | 3  | 0 | 0 | 8  | 1  | +7  | 9 |
| 2. Kolumbia      | 3 | 2  | 0 | 1 | 4  | 2  | +2  | 6 |
| 3. Japán         | 3 | 1  | 0 | 2 | 4  | 3  | +1  | 3 |
| 4. Új-Zéland     | 3 | 0  | 0 | 3 | 1  | 11 | –10 | 0 |

| 2003. június 18. 18:00 | Új-Zéland | 0 – 3                 | Japán                       | Stade de France, Párizs Nézőszám: 36 038 Játékvezető: Codjia (benini) |
| 2003. június 18. 18:00 |           | (0 – 1) (Jegyzőkönyv) | Nakamura 12' 75' Nakata 65' | Stade de France, Párizs Nézőszám: 36 038 Játékvezető: Codjia (benini) |

| 2003. június 18. 21:00 | Franciaország        | 1 – 0                 | Kolumbia | Stade de Gerland, Lyon Nézőszám: 38 541 Játékvezető: Batista (portugál) |
| 2003. június 18. 21:00 | Henry 39' (11-esből) | (1 – 0) (Jegyzőkönyv) |          | Stade de Gerland, Lyon Nézőszám: 38 541 Játékvezető: Batista (portugál) |

| 2003. június 20. 19:00 | Kolumbia                          | 3 – 1                 | Új-Zéland       | Stade de Gerland, Lyon Nézőszám: 21 811 Játékvezető: Batres (guatemalai) |
| 2003. június 20. 19:00 | López 58' Yepes 75' Hernández 85' | (0 – 1) (Jegyzőkönyv) | de Gregorio 27' | Stade de Gerland, Lyon Nézőszám: 21 811 Játékvezető: Batres (guatemalai) |

| 2005. június 20. 21:00 | Franciaország                  | 2 – 1                 | Japán        | Stade Geoffroy-Guichard, Saint-Étienne Nézőszám: 33 070 Játékvezető: Shield (ausztrál) |
| 2005. június 20. 21:00 | Pirès 43' (11-esből) Govou 65' | (1 – 0) (Jegyzőkönyv) | Nakamura 59' | Stade Geoffroy-Guichard, Saint-Étienne Nézőszám: 33 070 Játékvezető: Shield (ausztrál) |

| 2003. június 22. 21:00 | Franciaország                                        | 5 – 0                 | Új-Zéland | Stade de France, Párizs Nézőszám: 36 842 Játékvezető: Maszud Morádi (iráni) |
| 2003. június 22. 21:00 | Kapo 17' Henry 20' Cissé 71' Giuly 90+1' Pirès 90+3' | (2 – 0) (Jegyzőkönyv) |           | Stade de France, Párizs Nézőszám: 36 842 Játékvezető: Maszud Morádi (iráni) |

| 2003. június 22. 21:00 | Japán | 0 – 1                 | Kolumbia      | Stade Geoffroy-Guichard, Saint-Étienne Nézőszám: 24 541 Játékvezető: Larrionda (uruguayi) |
| 2003. június 22. 21:00 |       | (0 – 0) (Jegyzőkönyv) | Hernández 68' | Stade Geoffroy-Guichard, Saint-Étienne Nézőszám: 24 541 Játékvezető: Larrionda (uruguayi) |

### B csoport
| Csapat              | M | Gy | D | V | Lg | Kg | Gk | P |
| ------------------- | - | -- | - | - | -- | -- | -- | - |
| 1. Kamerun          | 3 | 2  | 1 | 0 | 2  | 0  | +2 | 7 |
| 2. Törökország      | 3 | 1  | 1 | 1 | 4  | 4  | 0  | 4 |
| 3. Brazília         | 3 | 1  | 1 | 1 | 3  | 3  | 0  | 4 |
| 4. Egyesült Államok | 3 | 0  | 1 | 2 | 1  | 3  | –2 | 1 |

| 2003. június 19. 19:00 | Törökország                       | 2 – 1                 | Egyesült Államok | Stade Geoffroy-Guichard, Saint-Étienne Nézőszám: 16 944 Játékvezető: Larrionda (uruguayi) |
| 2003. június 19. 19:00 | Okan Y. 40' (11-esből) Tuncay 73' | (1 – 1) (Jegyzőkönyv) | Beasley 37'      | Stade Geoffroy-Guichard, Saint-Étienne Nézőszám: 16 944 Játékvezető: Larrionda (uruguayi) |

| 2003. június 19. 21:00 | Brazília | 0 – 1                 | Kamerun   | Stade de France, Párizs Nézőszám: 46 719 Játékvezető: Ivanov (orosz) |
| 2003. június 19. 21:00 |          | (0 – 0) (Jegyzőkönyv) | Eto'o 83' | Stade de France, Párizs Nézőszám: 46 719 Játékvezető: Ivanov (orosz) |

| 2003. június 21. 19:00 | Kamerun                 | 1 – 0                 | Törökország | Stade de France, Párizs Nézőszám: 43 743 Játékvezető: Amarilla (paraguayi) |
| 2003. június 21. 19:00 | Geremi 90+1' (11-esből) | (0 – 0) (Jegyzőkönyv) |             | Stade de France, Párizs Nézőszám: 43 743 Játékvezető: Amarilla (paraguayi) |

| 2003. június 21. 21:00 | Brazília    | 1 – 0                 | Egyesült Államok | Stade de Gerland, Lyon Nézőszám: 20 036 Játékvezető: Batista (portugál) |
| 2003. június 21. 21:00 | Adriano 22' | (1 – 0) (Jegyzőkönyv) |                  | Stade de Gerland, Lyon Nézőszám: 20 036 Játékvezető: Batista (portugál) |

| 2003. június 23. 21:00 | Brazília               | 2 – 2                 | Törökország              | Stade Geoffroy-Guichard, Saint-Étienne Nézőszám: 29 170 Játékvezető: Merk (német) |
| 2003. június 23. 21:00 | Adriano 23' Alex 90+3' | (1 – 0) (Jegyzőkönyv) | Gökdeniz 53' Okan Y. 81' | Stade Geoffroy-Guichard, Saint-Étienne Nézőszám: 29 170 Játékvezető: Merk (német) |

| 2003. június 23. 21:00 | Kamerun       | 0 – 0 | Egyesült Államok | Stade de Gerland, Lyon Nézőszám: 19 206 Játékvezető: Shield (ausztrál) |
| 2003. június 23. 21:00 | (Jegyzőkönyv) |       |                  | Stade de Gerland, Lyon Nézőszám: 19 206 Játékvezető: Shield (ausztrál) |

## Egyenes kiesési szakasz
|  |                            |               |               |                     |   |         |         |       |
|  | Elődöntők                  | Elődöntők     | Elődöntők     |                     |   | Döntő   | Döntő   | Döntő |
|  | Elődöntők                  | Elődöntők     | Elődöntők     |                     |   | Döntő   | Döntő   | Döntő |
|  | június 26. – Lyon          |               |               |                     |   |         |         |       |
|  |                            |               |               |                     |   |         |         |       |
|  | B1                         | Kamerun       | 1             |                     |   |         |         |       |
|  | B1                         | Kamerun       | 1             | június 29. – Párizs |   |         |         |       |
|  | A2                         | Kolumbia      | 0             |                     |   |         |         |       |
|  | A2                         | Kolumbia      | 0             |                     |   | Kamerun | Kamerun | 0     |
|  | június 26. – Párizs        |               |               |                     |   | Kamerun | Kamerun | 0     |
|  |                            |               | Franciaország | Franciaország       | 1 |         |         |       |
|  | A1                         | Franciaország | Franciaország | Franciaország       | 1 | 3       |         |       |
|  | A1                         | Franciaország |               |                     |   |         |         |       |
|  | B2                         | Törökország   | 2             |                     |   |         |         |       |
|  | B2                         | Törökország   | 2             | Bronzmérkőzés       |   |         |         |       |
|  |                            |               |               |                     |   |         |         |       |
|  | június 28. – Saint-Étienne |               |               |                     |   |         |         |       |
|  |                            |               |               |                     |   |         |         |       |
|  | Kolumbia                   | Kolumbia      | 1             |                     |   |         |         |       |
|  | Kolumbia                   | Kolumbia      | 1             |                     |   |         |         |       |
|  | Törökország                | Törökország   | 2             |                     |   |         |         |       |
|  | Törökország                | Törökország   | 2             |                     |   |         |         |       |

### Elődöntők
| 2003. június 26. 18:00 | Kamerun   | 1 – 0                 | Kolumbia | Stade de Gerland, Lyon Nézőszám: 12 352 Játékvezető: Merk (német) |
| 2003. június 26. 18:00 | Ndiefi 9' | (1 – 0) (Jegyzőkönyv) |          | Stade de Gerland, Lyon Nézőszám: 12 352 Játékvezető: Merk (német) |

| 2003. június 26. 21:00 | Franciaország                   | 3 – 2                 | Törökország             | Stade de France, Párizs Nézőszám: 41 195 Játékvezető: Larrionda (uruguayi) |
| 2003. június 26. 21:00 | Henry 11' Pirès 26' Wiltord 43' | (3 – 1) (Jegyzőkönyv) | Gökdeniz 42' Tuncay 48' | Stade de France, Párizs Nézőszám: 41 195 Játékvezető: Larrionda (uruguayi) |

### 3. helyért
| 2003. június 28. 18:00 | Kolumbia      | 1 – 2                 | Törökország           | Stade Geoffroy-Guichard, Saint-Étienne Nézőszám: 18 237 Játékvezető: Shield (ausztrál) |
| 2003. június 28. 18:00 | Hernández 63' | (0 – 1) (Jegyzőkönyv) | Tuncay 2' Okan Y. 86' | Stade Geoffroy-Guichard, Saint-Étienne Nézőszám: 18 237 Játékvezető: Shield (ausztrál) |

### Döntő
| 2003. június 29. 21:00 | Kamerun | 0 – 1 (h.u.)          | Franciaország | Stade de France, Párizs Nézőszám: 51 985 Játékvezető: Ivanov (orosz) |
| 2003. június 29. 21:00 |         | (0 – 0) (Jegyzőkönyv) | Henry 98'     | Stade de France, Párizs Nézőszám: 51 985 Játékvezető: Ivanov (orosz) |

| 2003-as konföderációs kupa bajnoka: |
| ----------------------------------- |
| FRANCIAORSZÁG 2. cím                |

## Díjak
| Aranylabda:         | Ezüstlabda:  | Bronzlabda:       |
| ------------------- | ------------ | ----------------- |
| Thierry Henry       | Tuncay Şanlı | Marc-Vivien Foé   |
| Aranycipő           | Ezüstcipő    | Bronzcipő         |
| Thierry Henry       | Tuncay Şanlı | Nakamura Sunszuke |
| FIFA Fair Play díj: |              |                   |
| Japán               |              |                   |

## Gólszerzők
4 gólos
- Thierry Henry

3 gólos
- Giovanni Hernández
- Robert Pirès
- Szunszuke Nakamura
- Tuncay Şanlı
- Okan Yılmaz

2 gólos
- Adriano
- Gökdeniz Karadeniz